# Mines de Doyon et de Mouska
 (mars 2025).
Les mines de Doyon et de Mouska sont deux mines souterraine et à ciel ouvert d'or adjacentes situés au Québec. Elle appartiennent en totalité à IAMGOLD depuis 2008.